# فرانک موران
فرانک موران (انگلیسی: Frank Moran؛ ۱۸ مارس ۱۸۸۷ – ۱۴ دسامبر ۱۹۶۷) هنرپیشه، و بوکسور اهل ایالات متحده آمریکا بود. وی دو بار برای قهرمانی سنگین‌وزن جهان مبارزه کرد و در طول ۲۵ سال فعالیت سینمایی‌اش در بیش از ۱۳۵ فیلم ظاهر شده‌است.

## گزیده فیلمشناسی
از فیلم‌ها یا برنامه‌های تلویزیونی که وی در آن نقش داشته‌است می‌توان به آثار زیر اشاره کرد.
- آن زن به او بد کرد (۱۹۳۳)
- زیارت (فیلم ۱۹۳۳) (۱۹۳۳)
- کشیش قاضی (۱۹۳۴)
- احساس مالکیت (فیلم ۱۹۳۴) (۱۹۳۴)
- جویندگان طلا در سال ۱۹۳۵ (۱۹۳۵)
- خبرچین (فیلم ۱۹۳۵) (۱۹۳۵)
- آوای وحش (فیلم ۱۹۳۵) (۱۹۳۵)
- عصر جدید (فیلم ۱۹۳۶) (۱۹۳۶)
- خیش و ستارگان (فیلم) (۱۹۳۶)
- یه مرد لاغر دیگه (۱۹۳۹)
- قلعه (فیلم ۱۹۴۰) (۱۹۴۰)
- مک‌گینتی بزرگ (۱۹۴۰)
- کریسمس در ژوئیه (۱۹۴۰)
- بانو ایو (۱۹۴۱)
- ملاقات با جان دو (۱۹۴۱)
- سرناد پنی (۱۹۴۱)
- سفرهای سولیوان (۱۹۴۱)
- خیابان بزرگ (۱۹۴۲)
- داستان پام بیچ (۱۹۴۲)
- دختر حکومتی (۱۹۴۳)
- مرد آهنی (فیلم ۱۹۵۱) (۱۹۵۱)